# ديفيد داي
ديفيد داي (بالإنجليزية: David Day)‏ هو سياسي أمريكي، ولد في 19 سبتمبر 1825 في الولايات المتحدة، وتوفي في 1896 في سانت بول في الولايات المتحدة.